# C/2021 A1 Leonard
C/2021 A1 (Leonard) — ретроградная долгопериодическая комета, обнаруженная 3 января 2021 года американским астрономом Грегори Дж. Леонардом в обсерватории Маунт-Леммон. Свой перигелий комета прошла через год после своего открытия, 3 января 2022 года. По состоянию на 14 декабря 2021 года её видимая звёздная величина составляла около +2,6m.
В северном полушарии комета была доступна для наблюдений невооружённым глазом в декабре 2021 года. 12—13 декабря 2021 года достигла максимального сближения с Землёй при блеске в +5m, что сделало её самой яркой кометой 2021 года. 14 декабря 2021 года произошла вспышка, увеличившая блеск кометы +5m с до +2,6m. Размер ядра составляет около 1 км в поперечнике.

## Открытие

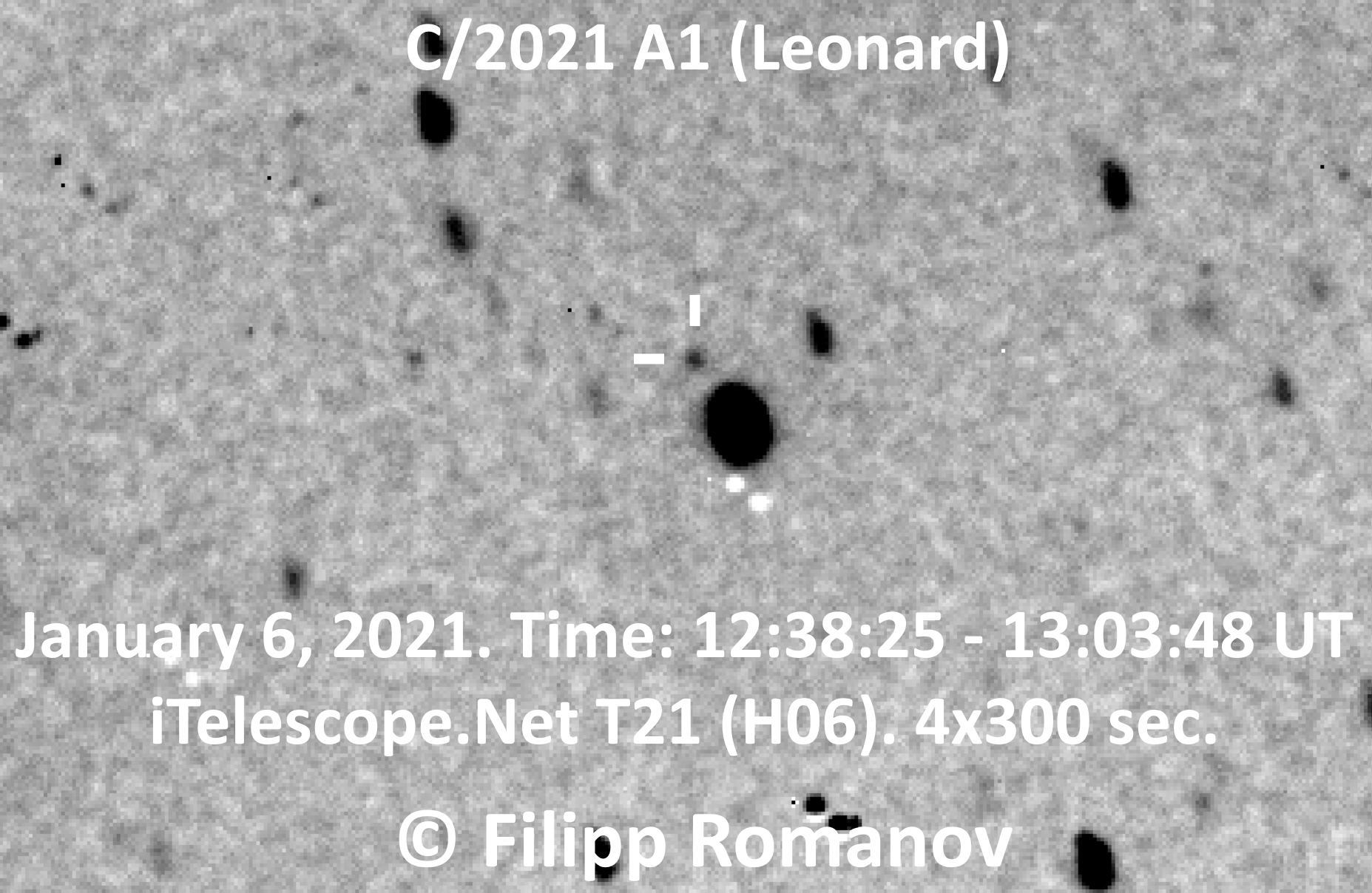
6 января 2021 года

Комета была обнаружена 3 января 2021 года на снимках, полученных 1,5-метровым телескопом-рефлектором небесного обзора Catalina Sky Survey (США, штат Аризона) астрономом Грегори Дж. Леонардом. В тот момент она находилась на расстоянии в 5 а. е. (750 млн км) от Солнца, что примерно равно радиусу орбиты Юпитера. На таком удалении от Солнца началась сублимация воды и метанола, что сделало объект видимым для телескопов. Комета представляла собой небольшой (порядка нескольких угловых секунд) диффузный объект с коротким пылевым хвостом длиной до 5 угловых секунд. Это первая комета, обнаруженная в 2021 году.

## Наблюдения
На момент открытия C/2021 A1 (Leonard) располагалась в созвездии Гончие Псы при блеске около +19m. 10 октября у неё был обнаружен короткий, но плотный пылевой хвост. 6 декабря 2021 года комета находилась примерно в 5 градусах от звезды Арктур. С 1 по 13 декабря она быстро перемещалась (из-за приближения момента сближения с Землей) на фоне созвездий Гончие Псы, Волопас, Змея, Геркулес и Змееносец, обладая двойной видимостью — утренней и вечерней. В ночь на 3 декабря комета прошла на фоне шарового звездного скопления М3. Максимального прогнозируемого блеска достигла при минимальном сближении с Землёй 12 декабря. 14 декабря комета испытала небольшую вспышку, из-за чего её блеск быстро вырос до +2,6m, сделав её видимой для невооружённого глаза на вечернем небе и легко различимой в небольшие бинокли.
С 17 по 19 декабря 2021 года камера SoloHI, установленная на борту автоматического космического аппарата Solar Orbiter, сделала последовательность снимков, на которых видно комету C/2021 A1 (Леонарда).
25 декабря произошло разъединение хвоста — то есть газовый хвост отделился от комы и далее был унесён солнечным ветром, а новая часть хвоста стала распространяться в несколько ином направлении. Этот эффект объясняется резким изменением локального межпланетного магнитного поля. Эффект в будущем может повторяться.

## Траектория
Комета движется по очень вытянутой эллиптической орбите, то есть относится к классу долгопериодических. Свой афелий (самую отдаленную точку от Солнца) комета Леонарда прошла на расстоянии 3500 а. е., примерно 35 тысяч лет назад. С мая 2009 года находилась в пределах орбиты Нептуна. Угол наклона её плоскости орбиты к плоскости эклиптики составляет 132,68° (комета вращалась по ретроградной орбите). Точку своего перигелия комета прошла 3 января 2022 года на расстоянии 0,6 а. е. от Солнца. Минимальное сближение с Землей на расстояние около 0,233 а. е. (34,9 млн км) произошло 12 декабря 2021 года, а 18 декабря комета прошла на расстоянии 0,028 а. е. (4,2 млн км) от Венеры. Пройдя перигелий 3 января 2022 года, комета будет выброшена из Солнечной системы.